# Saison 1932-1933 du Club français
Maillots
Chronologie
Saison suivante
La saison 1932-1933 du Club français débute le 11 septembre 1932 avec la première journée du premier Championnat de France de football professionnel, alors dénommé Championnat National, pour se terminer le 30 avril 1933 avec la dernière journée de cette même compétition.
Le Club français est également engagé en Coupe de France et en Tournoi de Paris.

## La saison

### Août-septembre 1932
Malgré la canicule, le Club commence sa préparation par deux matches amicaux lors du week-end du 15 août. Le 14, un match nul 3-3 à Lille face à l'OL puis une rencontre contre l'Excelsior de Roubaix.
Dernier match amical au Stade de Paris contre le Red Star avant le début du championnat, à une semaine de la reprise. Le Club arrache un match nul 3-3 dans les ultimes minutes après avoir encaissé un but sur un penalty qualifié de généreux par la presse. À noter la sortie sur blessure en fin de partie du gardien du Club et portier de l'équipe d'Afrique du Nord, Frédéric Gonzalès, pour quelques soins à l'hôpital mais il tiendra sa place la semaine suivante,.
En déplacement chez le FC Mulhouse pour l'ouverture du championnat professionnel, le Club enregistre sa première victoire. Mercier marque le but décisif. La couverture médiatique de cette rencontre est minimaliste. Un article tout de même dans Match et seulement des brèves dans la presse quotidienne parisienne. Seule des dix parties de cette journée inaugurale a ne pas avoir d'article dans l'hebdomadaire Football. La partie a failli ne pas avoir lieu en raison d'un incident sur la ligne de chemin de fer au viaduc d'Ortes lors du déplacement vers l'est des formations du Club et du CA Paris. Une catastrophe est évitée de peu. Dans l'article tardif relatant cet incident, on apprend que le Club joua la quasi-totalité du match à Mulhouse à dix à la suite de la blessure de Fred Barlett.
4 à 8 000 spectateurs se déplacent au Stade olympique de Colombes pour assister au premier match à domicile sous statut professionnel du Club. L'affluence est décevante. L'Intransigeant pointe clairement le coupable, Colombes : « Le Stade olympique est loin ». Le FC Sète est pourtant une tête d'affiche et le Racing ne fait pas concurrence, son match ayant eu lieu la veille à Saint-Ouen tandis que le Red Star et le CA Paris jouent à l'extérieur. Colombes, dont c'est la première en championnat professionnel, ne sera utilisé qu'un seule autre fois cette saison avec une tentative décevante de matches couplés le 19 février 1933 (RC Paris-SC Nîmes et Club français-Excelsior de Roubaix). La courte victoire des visiteurs (2-3) ne reflète pas la logique domination sétoise sur la partie malgré une bonne entame des Clubistes sans efficacité, comme le note Le Petit Journal. Le Petit Parisien est le seul des journaux parisiens en désaccord avec cette analyse, mettant surtout l'accent sur la bonne prestation des joueurs du Club. Paris-Soir préfère saluer la « brillante rentrée » sètoise. Le Matin salue le « jeu magnifique » des visiteurs mais note la nette baisse de régime en fin de match permettant au Club de revenir à la marque et d'espérer même un match nul. « Victoire méritée » pour L'Echo de Paris et Le Figaro.
Les bonnes prestations de Ben Omar Embarek en équipe réserve du Club sont à signaler. Jean Eskenazi réclame son retour en équipe première dans les colonnes de Paris-Soir. Dans le même temps, on apprend la signature du jeune espoir Jean Falize du Stade français au Club.
En déplacement chez l'Olympique lillois, le Club signe une mauvaise première mi-temps qui se solde par un score sans appel 3-0 à la pause malgré les premières titularisations de l'ère pro pour Embarek et Bruno Pierrucci. Des modifications à la mi-temps dans le positionnement des joueurs (Émile Rigolet passe en défense, Pierrucci ailier droit et Miklos Boros inter), permettent au Club de marquer un but (3-1).

### Octobre 1932
Afin de résoudre le problème des recettes décevantes depuis le début de la saison, le Racing et le Club tentent l'expérience de matches jumelés. Au Stade Jean-Bouin, le match RCP-Excelsior est programmé à 13h30 ; Club-SC Nîmes à 15h15. 10 000 spectateurs dont 200 supporters nîmois assistent à ces rencontres. Le nombre de guichets étaient insuffisant, aussi, environ 500 personnes forcèrent les barrages et entrèrent sans payer. Malgré ses vedettes britanniques, Nîmes s'incline 5-2 face aux Clubistes. Selon Marcel Rossini dans Match, Nîmes domina la partie sans efficacité.
Après une lourde défaite (4-1) en match amical chez les amateurs du RC Roubaix (finaliste de la Coupe de France en 1932 et 1933), le Club s'incline en championnat sur le même score face à l'Excelsior de Roubaix le dimanche 16 octobre puis enregistre un nul 2-2 contre Hyères le samedi 22 octobre au Stade de Paris (Saint-Ouen (Seine-Saint-Denis)).
Lors du week-end de la Toussaint, le Club accueille à Buffalo les solides Autrichiens du Wacker de Vienne. Courte défaite du Club (3-4) devant une maigre affluence en raison d'un vrai temps de Toussaint, froid et pluvieux.

### Novembre 1932
Les joueurs du Club mettent alors cap au Sud avec un séjour de huit jours à Montpellier puis sur la Côte-d'Azur pour préparer le match prévu face à l'OGC Nice. Une « foule considérable » assiste au match au Stade Saint-Maurice. Le public niçois eu un comportement inacceptable comme le signale notamment le quotidien Le Petit Niçois : « Le public niçois, dont on avait vanté la correction jusqu'ici, se montra, hier, d'une incompétence et d'une impolitesse dignes de primitifs. ». Dominés et logiquement battus 2-0 malgré une belle partie du gardien Gonzalès et de la défense du Club, les Parisiens essuient nombre de violence de la part du part du public (jet de pierre sur Boros et insultes racistes envers Embarek par exemple) et des joueurs niçois (agression non sanctionnée de Maurice Banide par Stoli, notamment, obligeant le capitaine clubiste à quitter la partie le genou en sang). Impasse totale sur la violence niçoise dans la presse parisienne malgré un débat actif dans les médias à ce propos. Pour l'exemple, l'article de L'Echo de Paris du 8 novembre 1932 en dernière page intitulé « Le public et le sport » pointant la violence et le racisme du public sportif français en rugby, en boxe, en cyclisme sur piste et en football. De retour dans la capitale, Cochin livre a vérité sur cette partie : « Nous avons été battus parce que nous avons voulu jouer au football ».
Face à l'OM, seule équipe du championnat encore invaincue, le Club n'est pas favori. « Le Club français pourra-t-il déborder cette défense? On n'y croit guère. » écrit ainsi Paris-Soir la veille du match. De plus, l'équipe alignée est profondément remaniée avec la titularisation pour la première fois cette saison de trois joueurs (Jules Monsallier, Georges Haas et même l'entraîneur Kaj Andrup) et le repositionnement d'Hudry au centre du milieu parisien. Boros, Mercier, Dumas et Embarek sont laissés au repos. Devant 9 000 spectateurs à Buffalo le 11 novembre, la formule fonctionne avec une large victoire 6-2. Banide ouvre la marque dès la 3e minute puis double la mise avant que le troisième but soit inscrit par Lucien Laurent. Le Club mène 3-0 à la pause devant un public sous le charme. Le Matin note la domination parisienne en première période : « Le Club eut toute la première mi-temps pour lui ». Marseille revient des vestiaires plus déterminé et l'Olympien Joseph Alcazar marque dès la 46e minute. Le match s'équilibre, mais les Parisiens parviennent à mener 6-1 à quelques minutes du coup de sifflet final. Alcazar inscrit un second but pour l'OM en toute fin de rencontre. Match minore la domination parisienne sur la partie et met en avant le rôle prépondérant d'Andrup et de Banide.
Deux jours après la victoire sur l'OM, le Club accueille au Parc des Princes le champion de Suède, l'AIK Stockholm. Devant des tribunes quasi vides (3 000 spectateurs environ), les Parisiens concèdent une courte défaite 2-3 après avoir mené 2-0.
Le derby parisien du 20 novembre face au Racing est largement dominé par les Ciel et Blanc et Émile Veinante ouvre la marque (18e minute). Tassin, le portier des Pingouins se blesse à l'épaule en début de seconde période et quitte le terrain. Raoul Diagne, excellent gardien de fortune, le remplace dans les bois. Le Club joue également un temps à dix à la suite de la blessure de Banide. Le Racing marque ensuite deux buts en quinze secondes par Veinante et Galey puis Veinante porte ma marque à 4-0. Santubéry sauve l'honneur du Club en fin de partie sur un corner. À la fin des matches aller, le Club pointe au septième rang du classement avec 7 points.
Avant d'entamer son parcours en Coupe de France, le Club se sépare de Fred Barlett. Le Britannique n'a été aligné en équipe première que lors des trois premiers matches de championnat puis se contentait de jouer en équipe réserve depuis lors. Cochin préfère se séparer de ce joueur plutôt que de « le payer pour qu'il se promène dans les rues de Paris et joue en (équipe) deuxième du club. Nous avons mieux et moins cher chez nous. ».
À domicile (Buffalo) face aux amateurs de Morlaix, le Club assure son passage facile au tour suivant en écartant ses adversaires du jour par 6 à 1. Seul bémol, le score de 6-0 à la mi-temps implique une seconde période bâclée. Ainsi, Le Matin titre « Le Club marque 6 buts et puis s'endort. » Nombre d'occasions de buts, surtout par Laurent, sont ratées.

### Décembre 1932
4 décembre. Le Clubiste Raymond Sentubéry participe au sein de la sélection de Paris à la défaite 2-5 contre la sélection d'Allemagne du Sud à Buffalo devant 15 000 spectateurs. Auteur des deux buts parisiens, Sentubéry ne reçoit aucun geste de félicitation de la part de ses coéquipiers du jour. Ceci tranche nettement avec la solidarité régnant chez les Allemands, qui se précipitent sur les buteurs pour les féliciter. Dans le même temps, le Club s'impose largement (6-2) lors d'un match amical international à Charleville face aux Allemands du FV Sarrebruck. Mercier est testé au poste d'ailier gauche. Blessé ou décevant, Mercier n'est pas aligné lors du premier des matches retour du championnat contre le FC Mulhouse à Buffalo. En revanche, le Norvégien Nordbo, déjà testé plusieurs fois en match amical, fait ses grands débuts en compétition avec l'équipe première. Devant une assistance clairsemée, le Club s'impose facilement 5-0.
Nouveau tour facile en Coupe de France avec une qualification du Club en seizièmes de finale face aux Lorrains d'Hayange (4-0) avant un déplacement difficile à Sète en Championnat le 25 décembre. Menés 2-0 après dix minutes de jeu, les Clubistes reviennent à la marque sur un doublé de Mercier qui retrouve les terrains après avoir été écarté pendant trois matches en championnat. En fin de partie, Beck donne la victoire aux locaux. Un partage des points eut mieux refléter la partie ; « Nous n'avons été guère favorisé par la chance. Nous pouvions au moins arracher le match nul. Nous avons fait un assez bon match et Mercier a fait des étincelles » déclare ainsi Boros de retour à Paris.

### Janvier 1933
Après l'Italien Pierrucci, naturalisé Français en septembre 1932, on apprend que le Hongrois Boros entame au début de l'année 1933 les démarches pour devenir Français.
Pour le match de seizième de finale de la Coupe de France face au Stade français, on note le retour dans l'effectif du défenseur Huvier qui remplace Woosnam, laissé au repos. Dans ce derby en Coupe, le Club ouvre la marque dès la 8e minute par Mercier et la pause intervient sur un score de 3-0. La seconde période est plus équilibrée et sans une grande partie de Gonzalès dans les buts du Club, le Stade aurait pu marquer plus d'une fois. Score final 4-1 devant une maigre affluence, 3 000 spectateurs à Buffalo.
La sélection de l'équipe de Paris qui affrontera la sélection de Budapest au Parc de Princes le 22 janvier est rendue publique le 13 janvier : sept joueurs du Racing, quatre joueurs du Club (Rigolet, Lucien Laurent, Monsallier et Mercier) et aucun du CAP et du Red Star sont appelés.
Auteur de cinq victoires et une défaite contre le cours du jeu lors de ses six dernières rencontres, le Club français est clairement l'équipe en forme du moment et fait office de favori contre Lille, leader du championnat, qui se présente au calendrier. Le samedi 14 janvier au Stade de Paris de Saint-Ouen devant un public nombreux selon Le Petit Journal ou seulement 3000 spectateurs selon L'Echo de Paris, le Club s'incline pourtant lourdement face aux Dogues après une bonne entame. Menés 1-5, les Clubistes profitent du relâchement de leurs adversaires en fin de partie pour marquer deux nouveaux buts par Mercier dans les trois dernières minutes.
Le 22 janvier au Parc des Princes, la sélection parisienne, qui comprend quatre joueurs du Club, encaisse un sévère 4-0 face à la sélection de Budapest. Le score est acquis dès la première période. Le Racingman Veinante rate un penalty en fin de partie. Après le match, György Sárosi cite Laurent et Mercier parmi les meilleurs Parisiens. Dans la foulée, Mercier est sélectionné avec l'équipe de France pour disputer un match d'entraînement, non officiel, donc, face au club des Bristol Rovers (D3 anglaise). Le buteur du Club entre en jeu à la pause. La France gagne 3-1 devant 5000 spectateurs malgré un froid vif.
Après quatre matches jouées en championnat et un but marqué, le Marocain Embarek, en désaccord avec le Club, est libéré de son contrat. Il quitte Paris et rentre au Maroc.
Le SC Nîmes reçoit le Club le 29 janvier sur un terrain gras. Les Clubistes ouvrent le score par Mercier un centre de Monsallier (12e minute). Après cette bonne entame du Club, les locaux prennent nettement l'ascendant et marquent trois buts avant la pause, un quatrième but est même refusé pour un hors-jeu imaginaire. À la reprise, Mercier passe à l'aile gauche, Monsallier inter et Boros avant-centre. La pluie qui tombe désormais rend le jeu difficile et malgré la nouvelle organisation clubiste aucun but n'est inscrit. Mercier et Haas se blessent lors de cette rencontre. Fin de saison pour Haas tandis que Mercier devrait être disponible pour le match de Coupe de France contre Sète.

### Février 1933
Au Stade Fernand-Bouisson de Marseille, le Club est éliminé de la coupe de France en huitième de finale. Les Clubistes marquent pourtant les premiers par Monsallier peu après la pause. L'arbitre accorde ensuite un penalty généreux aux Dauphins puis accorde un but aux Sétois entaché d'une lourde faute sur le gardien du Club. Le Matin résume la rencontre d'un lapidaire commentaire : « L'arbitrage a singulièrement favorisé l'équipe sétoise ». L'Eclair, journal local héraultais, passe sous silence les erreurs d'arbitrage ou plutôt, le journaliste signale des erreurs de l'arbitre en faveur des Parisiens, notamment deux mains dans la surface de Boros qui joue défenseur... Dans Match, le Sétois Emmanuel Gambardella concède que la qualification des Dauphins est chanceuse. De retour à Paris, Lucien Laurent confirme l'arbitrage douteux : « Perdre des matches de cette façon, c'est un véritable scandale. Nous méritions nettement de gagner. ».
Robert Mercier prend part au match international France-Autriche au Parc des Princes le 12 février. Il entre en jeu à la 26e minute à la place de Roger Rio, blessé. Mercier ne s'attendait pas à jouer et déjeuna copieusement juste avant la rencontre. Ce premier match de l'équipe de France professionnelle se solde par une défaite 0-4 face à des Autrichiens passés pro depuis 1924 et qui restent sur une victoire contre l'Angleterre (décembre 1932).
Retour à Colombes pour le Club qui avait programmé son match contre l'Excelsior de Roubaix à Buffalo. La veille du match, le match est relocalisé à Colombes car Buffalo est réservé par la Ligue de Paris. Monsallier ouvre le score, Payne égalise pour l'Excelsior, puis juste avant la pause, Mercier redonne l'avantage au Club. Roubaix égalise via un but contre son camp de Rigolet. L'équipe de l'Excelsior était largement remaniée par rapport à sa dernière sortie contre le FC Rouen en Coupe de France. Les Roubaisiens furent décevants à Colombes.
Le dernier jour du mois, le Club s'impose 5-1 en amical contre le CA Paris au Stade de Paris (Saint-Ouen).

### Mars 1933
Le samedi 4 mars au Stade de Paris de Saint-Ouen, le Club s'impose 2-0 face à l'OGC Nice. Score nul et vierge à la mi-temps puis les Clubistes Dumas et Mercier marquent en fin de partie. La qualité du match fut pauvre et le public manifesta plusieurs fois son mécontentement par des sifflets.
À Hyères, le Club se présente avec seulement dix joueurs au coup d'envoi en raison d'une fluxion de Dumas. Les Perruquiers manquent un penalty (Pasquini tire sur le poteau) mais les Parisiens s'inclinent 3-1.
La seconde partie du mois de mars est marquée par une victoire en match amical 7-0 contre l'US Quevilly.

### Avril 1933
Battus à Marseille 0-2 lors de l'avant-dernière journée du championnat le 2 avril, les Clubistes n'ont plus leur avenir en main. Pour sauver sa place parmi l'élite, le Club doit gagner le 30 avril contre le Racing lors de l'ultime journée et espérer un revers niçois contre Sète. Aucun de ces deux résultats n'est obtenu : match nul entre Club et Racing, idem pour le match Nice-Sète. Le Club est relégué pour la première fois de son histoire.
| Rang | Équipe                 | Pts | J  | G  | N | P  | Bp | Bc | GA    |
| ---- | ---------------------- | --- | -- | -- | - | -- | -- | -- | ----- |
| 1    | Olympique lillois      | 28  | 18 | 14 | 0 | 4  | 41 | 23 | 1,783 |
| 2    | Olympique de Marseille | 23  | 18 | 10 | 3 | 5  | 40 | 24 | 1,667 |
| 3    | RC Paris               | 21  | 18 | 8  | 5 | 5  | 40 | 36 | 1,111 |
| 4    | FC Sète                | 20  | 18 | 8  | 4 | 6  | 32 | 32 | 1     |
| 5    | SC Nîmes               | 19  | 18 | 8  | 3 | 7  | 37 | 38 | 0,974 |
| 6    | Excelsior AC Roubaix   | 18  | 18 | 5  | 8 | 5  | 32 | 37 | 0,865 |
| 7    | OGC Nice               | 15  | 18 | 5  | 5 | 8  | 26 | 32 | 0,813 |
| 8    | Club français          | 13  | 18 | 5  | 3 | 10 | 43 | 50 | 0,86  |
| 9    | Hyères FC              | 12  | 18 | 4  | 4 | 10 | 22 | 29 | 0,759 |
| 10   | FC Mulhouse            | 11  | 18 | 4  | 3 | 11 | 36 | 48 | 0,75  |

Résultat
- Qualifié pour la finale du championnat

Relégation
- 8e, 9e et 10e : relégation en Division 2

## Effectif

### Transferts en 1932-1933
| Nom                 | Nationalité | Provenance/Destination | Notes                                       |
| Arrivées            |             |                        |                                             |
| Antonio Alvarez     | ESP         | ES Juvisy              |                                             |
| Kaj Andrup          | DAN         | Le Vésinet             | Signe fin août 1932 comme entraîneur-joueur |
| Maurice Banide      | FRA         | FC Mulhouse            |                                             |
| Fred Barlett        | GBR         | Crystal Palace FC      |                                             |
| Ben Omar Embarek    | MAR         |                        |                                             |
| Jean Falize         | FRA         | Stade français         | Signe fin septembre 1932                    |
| Frédéric Gonzalès   | MAR         |                        |                                             |
| Huvier              | FRA         | Retraite               | Retour au Club en fin d'année 1932          |
| Jean Laurent        | FRA         | FC Sochaux             |                                             |
| Lucien Laurent      | FRA         | FC Sochaux             |                                             |
| Thoger Nordbo       | NOR         | SK Frigg               | Signe en septembre 1932                     |
| Bruno Pierrucci     | ITA         | Amiens AC              |                                             |
| Raymond Sentubéry   | FRA         | CASG Paris             |                                             |
| John Martin Woosnam | GAL         | Thames AFC             |                                             |
| Départs             |             |                        |                                             |
| Huvier              | FRA         | Retraite               | Seul départ durant l'été 1932               |
| Fred Barlett        | GBR         | Queens Park Rangers    | Libéré fin novembre 1932                    |
| Ben Omar Embarek    | MAR         |                        | Libéré fin janvier 1933                     |
| Frédéric Gonzalez   | MAR         |                        | Libéré fin mars 1933                        |

### Effectif de la saison
| Poste¹ | Nat. | Nom                 | Championnat         |
| ------ | ---- | ------------------- | ------------------- |
| G      | ESP  | Antonio Alvarez     | 8 matches           |
| x      | DAN  | Kaj Andrup          | 3 matches, 1 but    |
| A      | FRA  | Maurice Banide      | 10 matches, 4 buts  |
| x      | GBR  | Fred Barlett        | 3 matches           |
| A      | HON  | Miklos Boros        | 14 matches, 5 buts  |
| M      | FRA  | David               | 3 matches           |
| A      | FRA  | Jean Dumas          | 8 matches, 2 buts   |
| x      | MAR  | Ben Omar Embarek    | 4 matches, 1 but    |
| x      | FRA  | Jean Falize         | 4 matches           |
| G      | MAR  | Frédéric Gonzalès   | 10 matches          |
| M      | FRA  | Georges Haas        | 3 matches           |
| M      | FRA  | Adrien Hudry        | 14 matches          |
| D      | FRA  | Huvier              |                     |
| M      | FRA  | Jean Laurent        | 13 matches          |
| A      | FRA  | Lucien Laurent      | 18 matches, 8 buts  |
| A      | FRA  | Robert Mercier      | 15 matches, 15 buts |
| A      | FRA  | Jules Monsallier    | 10 matches, 5 buts  |
| x      | NOR  | Thoger Nordbo       | 5 matches, 1 but    |
| D      | GBR  | Arthur Parkes       | 16 matches          |
| x      | ITA  | Bruno Pierrucci     | 2 matches           |
| M      | FRA  | Émile Rigolet       | 14 matches          |
| A      | FRA  | Raymond Sentubéry   | 9 matches, 1 but    |
| D      | GAL  | John Martin Woosnam | 10 matches          |

- Huvier aucun match en championnat mais au moins un match en Coupe de France.
- 1 : G, Gardien de but ; D, Défenseur ; M, Milieu de terrain ; A, Attaquant

### Équipe-type
Il s'agit de la formation la plus courante rencontrée en championnat.

## Les rencontres de la saison

### Liste
|    | Date         | Compétition      | Tour        | Adversaire        | Lieu | Score | Class. | Buteurs pour le Club français             | Spec.  |
| -- | ------------ | ---------------- | ----------- | ----------------- | ---- | ----- | ------ | ----------------------------------------- | ------ |
| 1  | 14 août      | Amical           | -           | Olympique lillois | E    | 3-3   | 3-3    | x, x, x                                   | 5 000  |
| 2  | 15 août      | Amical           | -           | Exc. Roubaix      | E    | ?     | ?      |                                           |        |
| 3  | 4 septembre  | Amical           | -           | Red Star          | E    | 3-3   | 3-3    | Mercier Boros Laurent                     | 5 000  |
| 4  | 11 septembre | National         | 1           | Mulhouse          | E    | 3-2   | 4      | Mercier Laurent                           |        |
| 5  | 18 septembre | National         | 2           | Sète              | D    | 2-3   | 5      | Mercier Boros                             | 8 000  |
| 6  | 25 septembre | National         | 3           | Lille             | E    | 3-1   | 8      | Boros                                     | 8 000  |
| 7  | 2 octobre    | National         | 4           | SC Nîmes          | D    | 5-2   | 4      | Boros Mercier Laurent                     | 10 000 |
| 8  | 9 octobre    | Amical           | -           | RC Roubaix        | E    | 4-1   | 4-1    | x                                         |        |
| 9  | 16 octobre   | National         | 5           | Exc. Roubaix      | E    | 4–1   | 6      | Embarek                                   |        |
| 10 | 22 octobre   | National         | 6           | Hyères            | D    | 2-2   | 6      | Boros Mercier                             | 4 000  |
| 11 | 30 octobre   | Amical           | -           | Wacker            | D    | 3-4   | 3-4    | Nordbo Mercier                            | 5 000  |
| 12 | 6 novembre   | National         | 7           | Nice              | E    | 2-0   | 7      |                                           | 5 000  |
| 13 | 11 novembre  | National         | 8           | Marseille         | D    | 6-2   | 7      | Laurent Banide Monsallier                 | 9 000  |
| 14 | 13 novembre  | Amical           | -           | AIK               | D    | 2-3   | 2-3    | Boros                                     | 3 000  |
| 15 | 20 novembre  | National         | 9           | RC Paris          | E    | 4–1   | 7      | Sentubéry                                 | 10 000 |
| 16 | 27 novembre  | Coupe de France  | 4e tour     | Morlaix           | D    | 6-1   | 6-1    | Laurent Mercier Banide Boros              |        |
| 17 | 4 décembre   | Amical           | -           | FV Sarrebruck     | N    | 6-2   | 6-2    | x, x, x, x, x, x                          |        |
| 18 | 11 décembre  | National         | 10          | Mulhouse          | D    | 5–0   | 6      | Banide Nordbo Laurent Monsallier          | 3 000  |
| 19 | 18 décembre  | Coupe de France  | 1/32 finale | Hayange           | E    | 0-4   | 0-4    | x, x, x, x                                |        |
| 20 | 25 décembre  | National         | 11          | Sète              | E    | 3–2   | 7      | Mercier                                   |        |
| 21 | 8 janvier    | Coupe de France  | 1/16 finale | Stade français    | N    | 4-1   | 4-1    | Mercier Hagenbuch (csc) Belin (csc)       | 3 000  |
| 22 | 14 janvier   | National         | 12          | Lille             | D    | 3-5   | 8      | Banide Mercier                            | 3 000  |
| 23 | 29 janvier   | National         | 13          | SC Nîmes          | E    | 3-1   | 8      | Mercier                                   | 6 000  |
| 24 | 5 février    | Coupe de France  | 1/8 finale  | Sète              | N    | 2-1   | 2-1    | Monsallier                                | 10 000 |
| 25 | 19 février   | National         | 14          | Exc. Roubaix      | D    | 2–2   | 8      | Monsallier Mercier                        | 5 000  |
| 26 | 28 février   | Amical           | -           | CA Paris          | N    | 5-1   | 5-1    | Mercier Monsallier Laurent                |        |
| 27 | 4 mars       | National         | 15          | Nice              | D    | 2-0   | 8      | Dumas Mercier                             | 5 000  |
| 28 | 12 mars      | National         | 16          | Hyères            | E    | 3-1   | 8      | Kaj Andrup                                |        |
| 29 | 26 mars      | Amical           | -           | US Quevilly       | N    | 7-0   | 7-0    | x, x, x, x, x, x, x                       |        |
| 30 | 2 avril      | National         | 17          | Marseille         | E    | 5-1   | 8      | Dumas                                     | 3 000  |
| 31 | 9 avril      | Amical           | -           | RC Paris          | N    | 3-5   | 3-5    | x, x, x                                   |        |
| 32 | 16 avril     | Tournoi de Paris | 1/2 finale  | CA Paris          | N    | 6-2   |        | Boros Monsallier Mercier Kaj Andrup André |        |
| 33 | 17 avril     | Tournoi de Paris | finale      | RC Paris          | N    | 5-1   |        | Falize                                    |        |
| 34 | 23 avril     | Amical           | -           | Le Havre AC       | N    | 4-1   | 4-1    | x, x, x, x                                |        |
| 35 | 30 avril     | National         | 18          | RC Paris          | E    | 5-5   | 8      | Mercier Laurent                           | 3 000  |

- N : terrain neutre ; D : à domicile ; E : à l'extérieur ;